# Domenico Zauli
Domenico Zauli, auch Domenico de Zaoli oder Domenico de Zaulis, (* 1637 oder 1638 in Faenza; † 1. März 1722) war ein italienischer Bischof der Römischen Kirche.

## Leben
Zauli stammte aus einer in Castrocaro bei Forlì ansässigen Adelsfamilie, die sich in der Mitte des 14. Jahrhunderts in Faenza niederließ. Er war der Sohn von Giovanni Battista Zauli (1606–1682) und Lucrezia Tartagni. In der Hierarchia Catholica wird er unter dem Namen Dominicus de Zaulis (Zaoli) geführt.
Alexander VIII. ernannte Zauli am 6. März 1690 zum Bischof von Veroli. Am 12. März 1690 weihte Pietro Francesco Orsini, der spätere Papst Benedikt XIII. und Erzbischof von Benevent, ihn in der römischen Kirche Santa Maria delle Monache in Campo Marzio zum Bischof. Mitkonsekratoren waren Giuseppe Bologna, ehemaliger Bischof von Benevent, und Gregorio Giuseppe Gaetani de Aragonia, ehemaliger Apostolischer Nuntius in Florenz. Am 25. Januar 1701 ernannte er ihn zum Vizegerent von Rom. Am 26. April 1708 gab er das Bistum Veroli ab und wurde am 6. Mai 1709 zum Titularerzbischof von Teodosia ernannt. Im Dezember 1712 trat er als Vizegerent zurück. 1712 wurde er Assessor der Kongregation der Römischen und Universellen Inquisition. 
Domenico Zauli starb 1722, nachdem er sein Amt in der Kongregation der Inquisition wegen Krankheit aufgegeben hatte.
Zauli veröffentlichte ab 1672 mehrere Werke und legte sich eine eigene Bibliothek an, die heute Teil der Stadtbibliothek „Manfrediana“ in Faenza ist. Er tat sich auch als Übersetzer ins Französische hervor.